# قربط أريزوني
قربط أريزوني (الاسم العلمي:Filago arizonica) هو نوع من النباتات يتبع جنس القربط من الفصيلة النجمية.